# درنای کاغذی

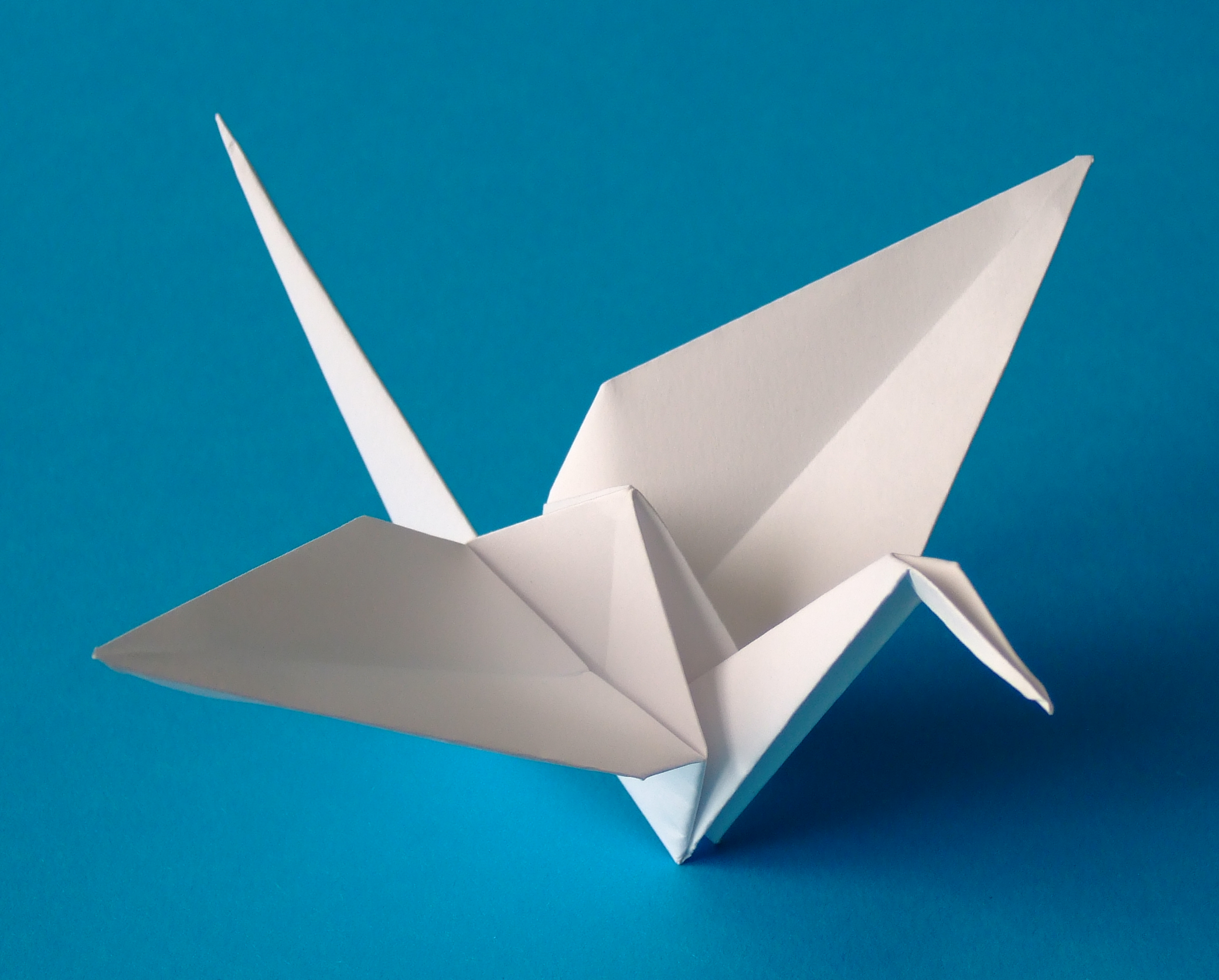
یک درنای کاغذی

درنای کاغذی یا اوری‌زورو (به ژاپنی: 折鶴) یک کاردستی مشهور است که با اوریگامی درست می‌شود و از آن به عنوان اسباب‌بازی یا تزئین استفاده می‌شود. در اساطیر ژاپن، هر کس هزار درنای کاغذی بسازد یک آرزویش برآورده می‌شود و در این کشور رسم است که برای بیماران هزار درنا بسازند.

## ساداکو ساساکی
ساداکو ساساکی دختر ژاپنی متولد هفتم ژانویهٔ ۱۹۴۳ در هیروشیما، ژاپن بود که هنگامی که فقط دو سال داشت، بمب اتمی «پسرک» توسط نیروی هوایی ایالات متحده آمریکا به روی هیروشیما انداخته شد. او به دلیل قرار گرفتن در معرض تشعشعات اتمی به سرطان خون مبتلا شده بود و هر سال آثار این بیماری بیش از سال قبل در او پیدا می‌شد.
یک روز، یکی از دوستان نزدیک او به نام «چی‌زوکو هاماموتو» که برای ملاقاتش به بیمارستان رفته بود، برای او افسانه هزار درنای کاغذی را تعریف کرد؛ افسانه‌ای ژاپنی که بر اساس آن، اگر شخص بیماری هزار درنای کاغذی بسازد، خداوند آرزویش را برمی‌آورد و بیماری‌اش را شفا می‌دهد. ساداکو در حالی در ۱۲ سالگی چشم از جهان فروبست که فقط توانسته بود ۶۴۴ درنا را بسازد؛ اما این پایان رؤیای او نبود و هم‌کلاسی‌هایش ۳۵۶ درنای کاغذی دیگر ساختند تا تعدادشان به همراه درناهای ساداکو به هزار رسید، بعد همهٔ آن‌ها را به همراه ساداکو به خاک سپردند. امروزه با توجه به علاقه ساداکو به ایجاد صلح در دنیا، درناهای کاغذی ساداکو به عنوان نماد بین‌المللی صلح در دنیا شناخته می‌شوند.